# Le Militarial
Le Militarial est un musée-mémorial pour la paix situé à Boissezon, dans le Tarn, en région Occitanie. 

## Description

### Historique
Créé en 1996 dans un ancien fort datant du XIe siècle, le Militarial de Boissezon est l’œuvre du docteur tarnais Christian Bourdel (1941 - 3 novembre 2016). Grand collectionneur de matériel militaire, celui-ci occupait aussi le poste de président et conservateur du musée, ainsi que celui de délégué général du Souvenir français,.  

### Organisation et collections
Le Militarial commémore les conflits armés du XXe siècle, et les combattants y ayant participé, premières victimes de ces guerres. Les huit salles d'exposition présente ainsi la Première et Seconde Guerre mondiale, principalement à travers la Résistance et la déportation pour cette dernière ; mais aussi la guerre de Corée, la guerre d'Indochine ou la guerre d'Algérie. Grâce à la présence de plus de 5000 objets et à près de 10 000 livres dans la bibliothèque du musée, le Militarial honore le devoir de Mémoire, tout en voulant prévenir de futures guerres,.   
Les collections du musée comprennent entre autres des armes démilitarisées, différents explosifs, des uniformes, du matériel infirmier ou de communication, des affiches de propagande, .... L'un des objets phares est la sacoche utilisée par le maréchal de Lattre de Tassigny lors de la signature de l’armistice de 1945, don de l’association Rhin et Danube. Le musée-mémorial est par ailleurs une association à but non lucratif.   
Le 26 février 2018, le Militarial a été victime d'un cambriolage, au cours duquel de nombreuses armes démilitarisées ont été dérobées.